# Première dame

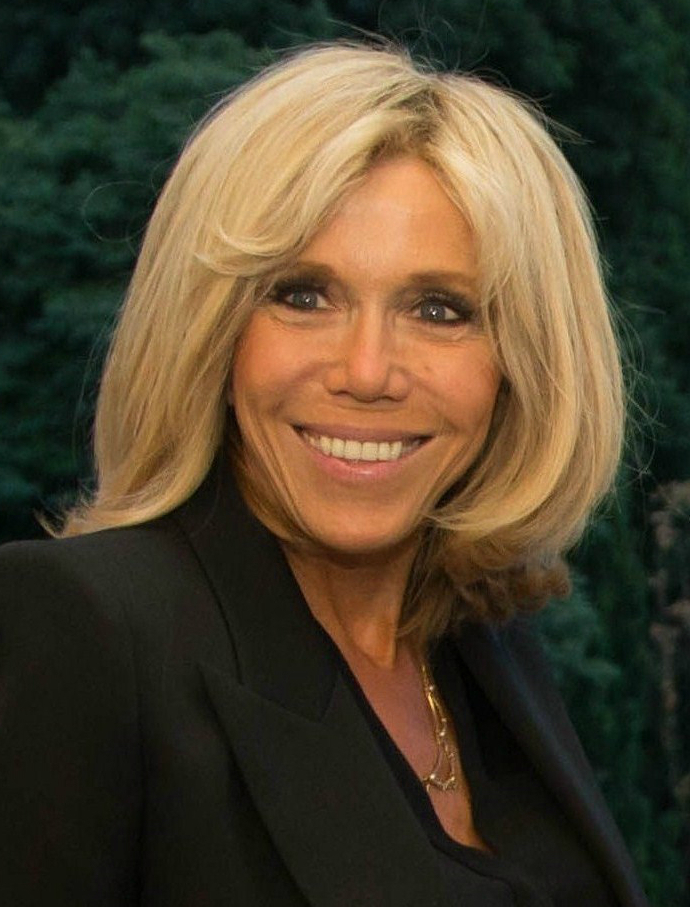
Brigitte Macron (2017)

Als Première dame (deutsch Erste Dame oder Erste Frau) wird die Ehefrau oder Lebenspartnerin des amtierenden Staatspräsidenten der Französischen Republik bezeichnet. Die Bezeichnung ist derjenigen der First Lady aus den Vereinigten Staaten nachgebildet und wird erst seit der Präsidentschaft Nicolas Sarkozys verwendet. Zuvor wurden generische Bezeichnungen wie épouse du président de la République (deutsch Gattin des Staatspräsidenten) verwendet.
Die Aufgaben der Première dame sind nicht offiziell festgelegt. Es wird erwartet, dass sie an der Seite des Präsidenten Gastgeberin ist und verschiedene soziale Funktionen einnimmt. Ebenso wird sie bei der Auswahl der Gäste, der Festlegung der Sitzordnung und dem Empfang der Gäste bei offiziellen Anlässen tätig. Üblicherweise verfügt sie im Élysée-Palast, dem Amts- und Wohnsitz des Staatspräsidenten, über ein Büro und einen Sekretär. Über den Umfang ihres Budgets und ihres Mitarbeiterstabes wird zuweilen kontrovers diskutiert. 
Première dame ist derzeit Brigitte Macron, Ehefrau von Staatspräsident Emmanuel Macron. Sie veröffentlicht regelmäßig eine Übersicht ihrer Tätigkeiten.